# Tema, Ghana

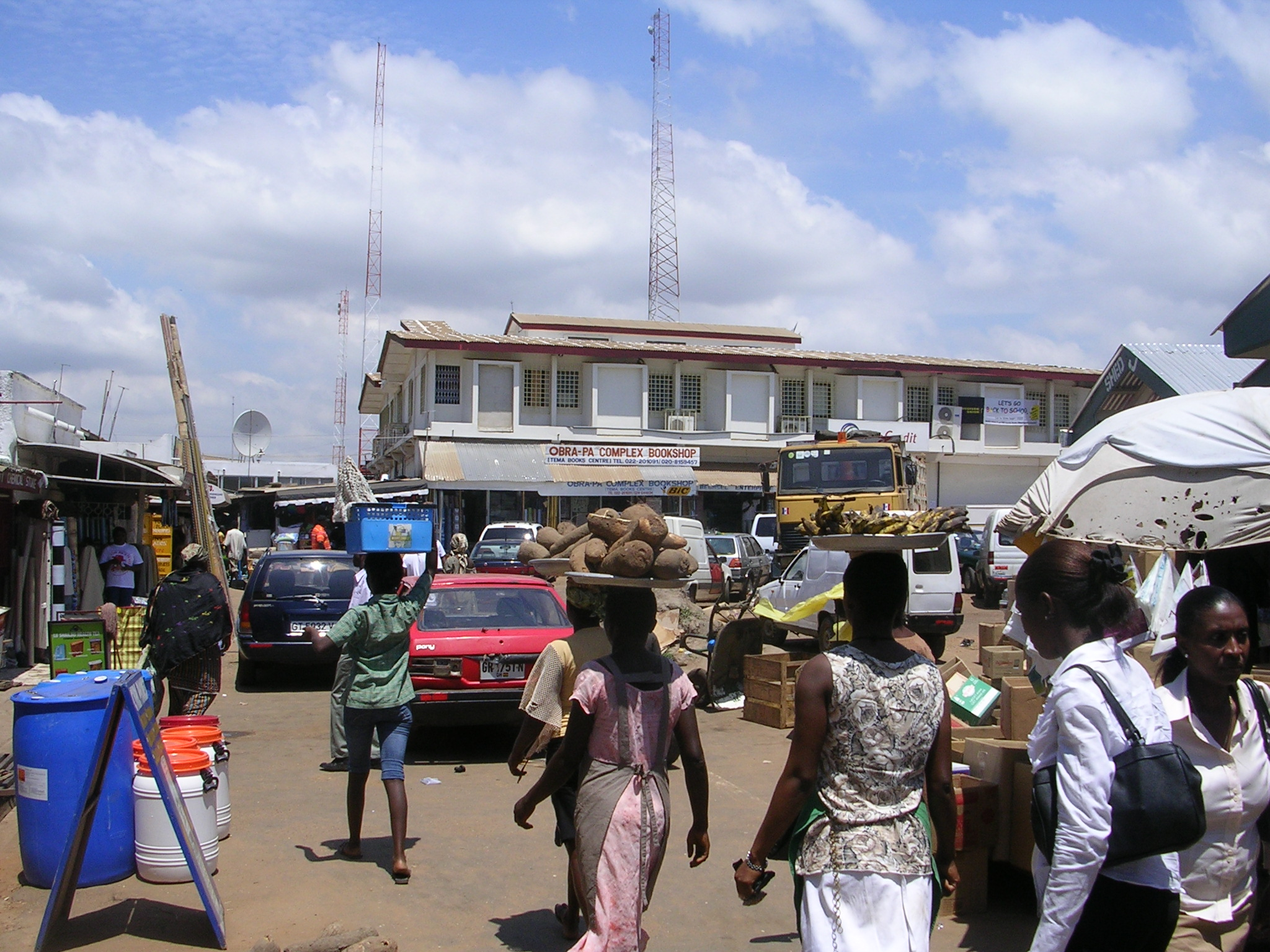
Gatuliv i Tema.

Tema är en kuststad i Ghana och är belägen 25 km från Accra i regionen Storaccra. Staden ingår i Accras storstadsområde, är huvudort för distriktet Tema Metropolitan och hade 139 784 invånare vid folkräkningen 2010.
Staden blev byggd 1960 omkring en artificiell hamn. Hamnen, påbörjad på 50-talet och invigd 1961, är den största i Ghana. Genom öppningen 1961 utvecklades Tema från att vara en liten fiskeby till Ghanas ledande djuphavshamn och ett industriellt centrum. Det mesta av landets främsta exportvara, kakao, skeppas från Tema. Hamnen fungerar även som importhamn för närliggande länder utan egna hamnar såsom Burkina Faso, Mali och Niger.
Staden har industrier som producerar aluminium, raffinerade petroleumprodukter, kemikalier och byggmaterial.